# Ante Pavelić
Ante Pavelić, hrvaški poglavnik, voditelj NDH, * 14. julij 1889, Bradina (Bosna in Hercegovina), † 28. december 1959, Madrid (Španija).

## Zgodnje življenje
Ante Pavelić se je rodil 14. julija 1889 v Bradini pri Konjicu v Hercegovini, kjer je sprva obiskoval islamsko versko osnovno šolo, v kateri so se otroci na pamet učili citate iz Korana. To šolo je obiskoval eno leto, nato pa se je vpisal v pravo osnovno šolo, kjer pa je moral zaradi pomankljivega znanja ponavljati prvi razred. Po končani osnovni šoli se je leta 1902 vpisal na gimnazijo v Travniku, ki so jo vodili jezuiti. Spomladi 1905 je moral zaradi zdravstvenih težav opustiti nadaljnje šolanje. Za leto in pol se je zaposlil v podjetju, ki je gradilo železniško progo med Sarajevom in Višegradom na Drini in se po koncu del odločil, da bo nadaljeval šolanje, tokrat v Zagrebu, kjer je živel njegov starejši brat.
V Zagrebu je hotel čim prej opraviti izpit za četrti razred gimnazije, ki ga ni izdelal do konca, in se vpisati v petega. Paveliću so zavrnili prošnjo za vpis v peti razred, tako da je moral znova začeti v četrtem. V tem času se je začel družiti s privrženci Starčevićeve mladine in ni veliko manjkalo, pa bi postal član te organizacije, ki je bila nekakšen podmladek Hrvaške stranke prava.
Naslednje leto je opustil šolanje v Zagrebu in se vpisal državno klasično gimnazijo v Senju. Tam je končal peti razred in prvo polletje šestega, potem pa je moral zaradi slabega zdravja spet opustiti šolanje in oditi na delo, tokrat v Istro, kjer so gradili cesto pri Buzetu.
Spomladi leta 1909 je spet nadaljeval šolanje, tokrat na gimnaziji v Karlovcu. Končal je šesti razred, sedmega pa je nadaljeval v Senju. Še pred koncem šolskega leta pa se je spet vrnil v Zagreb, kjer je končal sedmi in osmi razred ter tudi maturiral.

## Vstop v politiko
Leta 1910 se je Pavelić vpisal na pravno fakulteto zagrebške univerze Franca Jožefa I., kjer je do leta 1915 študij dokončal in opravil izpite in pridobil naslov doktorja pravnih znanosti. Tako kot na gimnaziji je bil tudi na fakulteti aktiven privrženec Anteja Starčevića in Hrvaške stranke prava. Sodeloval je v politični dejavnosti na univerzi, kjer je pokazal veliko mržnjo proti Srbom.
Med študijem je pogosto pomagal pri različnih delih, še posebej v Istri, med 1. svetovno vojno pa tudi v Dalmaciji, že kmalu pa se je v Hrvaško stranko prava tudi včlanil. Malo pred koncem študija se je zaposlil v odvetniški pisarni Aleksandra Horvata, ki je bil takrat predsednik te stranke. Tam je večkrat prisostvoval sejam vodstva stranke. Sčasoma je začel Pavelić v stranki opravljati vse pomembnejše delo, še posebej takrat, ko je bil Horvat odsoten. Že leta 1921 je bil na listi stranke izvoljen za mestnega zastopnika v Zagrebu, kmalu pa je postal ena vodilnih osebnosti v stranki, kjer je imel zelo velik vpliv na mlade člane. Kmalu je v stranki prevzel vodilno vlogo in začel ob vsaki priložnosti odkrito zagovarjati ustanovitev samostojne Hrvaške.
Na parlamentarnih volitvah leta 1927 je bil izvoljen za poslanca na listi Hrvaškega bloka, ki je bil sestavljen iz Trumbićeve HFSS in HSP.. V svojih govorih v skupščini se je odkrito zavzemal za hrvaško neodvisnost. Po atentatu na poslance Hrvaške kmečke stranke (HSS) v narodni skupščini 20. junija 1928 je podprl resolucijo Kmečko–demokratične koalicije (SDK) in pristopil k poslanskemu klubu HSS oziroma SDK.

## Odhod v tujino
Po atentatu v skupščini je kralj Aleksander 6. januarja 1929 uvedel diktaturo in s proklamacijo ukinil parlamentarni sistem in vidovdansko ustavo ter razpustil skupščino. Kmalu je prepovedal tudi vse politične stranke, na čelo vlade je postavil generala Petra Živkovića, oktobra pa se je država preimenovala iz Kraljevine SHS v Kraljevino Jugoslavijo.
Zaradi svojih separatističnih načel je Ante Pavelić v strahu pred aretacijo januarja 1929 pobegnil v Avstrijo. Takoj po prihodu na Dunaj je stopil v stik s skupino hrvaških emigrantov, nekdanjih avstro-ogrskih častnikov, ki se leta 1918 niso vrnili na Hrvaško, ker niso sprejeli ustanovitve jugoslovanske države. Aprila 1929 je Pavelić odpotoval v Sofijo in se tam sestal z vodjo makedonske emigracije Vančom Mihajlovim. Dogovorila sta se za sodelovanje, njun cilj pa je bil izstop Hrvaške in Makedonije iz Kraljevine Jugoslavije. V Sofiji je imel Pavelić tudi protijugoslovanski govor. Zaradi njegove dejavnosti ga je jugoslovanski diktatorski vrh na procesu v njegovi odsotnosti preko sodišča za zaščito države, obsodilo na smrt.

### Italija
Zaradi možnosti diplomatskega spora s Kraljevino Jugoslavijo je Avstrija Paveliću po tem, ko se je vrnil iz Sofije, zavrnila nadaljnje gostoljubje. Tako je nadaljeval pot v Italijo, ki je takrat postajala središče zbiranja hrvaških emigrantov. Z italijansko fašistično vlado je Pavelić prvič stopil v stik že leta 1927. Junija tega leta je kot zagrebški mestni zastopnik z delegacijo odpotoval v Pariz na kongres mest. Na poti domov se je ločil od delegacije in odpotoval v Rim, kjer ga je sprejel visoki funkcionar fašistične stranke Roberto Forges Davanzati. S Pavelićem sta se pogovarjala o položaju Hrvaške in grobemu pritisku beograjskega režima ter o želji Hrvatov, da bi ustanovili samostojno državo. Poudaril je, da Hrvaška pri tem računa na pomoč Italije. Takrat je Davanzattiju izročil tudi dokument, v katerim je zapisal, da se je Hrvaška pripravljena v zameno za lastno neodvisnost prilagoditi italijanskim političnim, ekonomskim in vojaškim interesom. Listina je vsebovala tudi del, v katerem je pisalo, da so Hrvati pripravljeni prenesti vse posledice, tudi če bodo večje od tistih, ki so nastale z razmejitvijo iz rapalskega sporazuma iz leta 1920 (takrat je Italija dobila slovensko Primorje, Istro, Zadar ter otoke Cres, Lošinj, Lastovo in Palagružo).
Tako je Pavelić takoj dobil dovoljenje za bivanje v Italiji, Benito Mussolini pa je v Paveliću videl človeka, ki bo razdrl Jugoslavijo, s čimer bi Italija dobila dodatno ozemlje, ki ga ni uspela dobiti po prvi svetovni vojni.
Takoj po prihodu v Italijo je začel Pavelić okoli sebe zbirati in organizirati emigrante iz posameznih evropskih držav (posebej iz Belgije) in iz Južne Amerike. Pridružili so se mu tudi emigranti, ki so iz Jugoslavije zbežali zaradi političnega preganjanja. Okoli sebe je zbral tudi nekaj najvplivnejših ljudi v emigraciji. To so bili Gustav Perčec, Branimir Jelić, Ivan Perčević ter Mladen Lorković in Mile Budak, ki sta v Italijo prispela pozneje. Pavelić je iz teh emigrantov leta 1930 ustanovil organizacijo z imenom Ustaši – hrvaško osvobodilno gibanje. S pomočjo teh sodelavcev so bili sprejeti tudi prvi organizacijsko-programski dokumenti ustaške organizacije. Leta 1932 so izdali ustavo z opisom organizacijske strukture. V drugem dokumentu z naslovom Načela hrvatskog ustaškog pokreta iz leta 1933 pa so opredelili tudi program in ideologijo gibanja in organizacije.

## Prve akcije
Pripadniki ustaške organizacije so začeli s podtalnim delovanjem na ozemlju Jugoslavije, delovali pa so skupinsko ali posamično. V Jugoslavijo so vstopali najpogosteje iz Madžarske in izvajali diverzije na železnicah, cestah in drugih javnih objektih.
Priprave na prvo večjo akcijo so ustaši začeli izvajati spomladi leta 1932 in sicer na območju Like. V Gospiću je namreč že nekaj časa delovala ilegalna ustaška organizacija pod vodstvom odvetnika dr. Andrije Artukovića, ki naj bi to akcijo izvedla. Ustaši so začeli širiti govorice, da Italija podpira boj za neodvisnost Hrvaške in da je ustaško vodstvo z italijansko vlado doseglo sporazum, po katerem naj bi Italija dobila Triglav in dolino proti Ljubljani, Hrvaški pa bi odstopila Reko in Trst. Akcija, ki so jo nameravali izpeljati ustaši je bila napasti in zavzeti vojašnico ter vojaško skladišče garnizije v Gospiću. Za akcijo so pripadniki ustaških enot potrebovali orožje, ki naj bi preko Zadra prispelo v Jugoslavijo, od tam pa preko Velebita v Liko. Prvo orožje je bilo dostavljeno na Velebit spomladi 1932, največja količina pa avgusta 1932. Tam je bilo orožje razdeljeno članom organizacije, zatem pa je na območje prišla še skupina desetih uniformiranih in oboroženih ustaških emigrantov, ki naj bi usmerjali napad.
Akcija se je začela v noči s 6. na 7. september 1932, ko so ustaši napadli žandarmerijsko postajo v vasi Brušane pri Gospiću. Pred tem so prekinili vse telefonske povezave z Gospićem. Spopad je trajal okoli pol ure, potem so se napadalci poraženi umaknili. V spopadu z žandarji je bil ubit ustaš Stjepan Devčić.
Dogodki v Liki so precej odmevali v tujem tisku, še posebej v madžarskem in italijanskem. Akcijo ustašev v Brušanih so prikazali kot začetek državljanske vojne v Jugoslaviji in odločen napad Hrvatov na vladne kroge v Beogradu. V ustaških krogih pa so akcijo poimenovali liška oz. velebitska vstaja. V pripravah na akcijo v Liki je sodeloval tudi Pavelić, kar pomeni, da jo je odobrila italijanska vlada, ki je pred akcijo tudi povečala protijugoslovansko propagando, še posebej pa je poudarjala svojo pravico do Dalmacije. Ustaška akcija v Liki je še bolj ohladila že tako hladne italijansko-jugoslovanske odnose. Vrstila so se tudi zborovanja, ki so jih organizirale italijanske iredentistične organizacije.
Poleti leta 1933 so na sodišču za zaščito države v Beogradu sodili tistim, ki so sodelovali v akciji. Na procesu je bilo prisotnih 12 ustašev, glavni obtoženec pa je bil Juraj »Juco« Rukavina, ki je bil obsojen na smrt z obešanjem. Kazen so mu kasneje sicer spremenili v dosmrtno ječo, ostali obtoženci pa so dobili krajše zaporne kazni.

## Atentat na kralja Aleksandra
Kljub diktaturi se je jugoslovanski kralj v zunanji politiki še naprej naslanjal na zahodne demokracije, predvsem na Francijo, čeprav le-te niso podpirale njegove diktature. Dobre odnose je skušal vzpostaviti tudi z Italijo in po prihodu Hitlerja na oblast še z Nemčijo, kar je resno vznemirilo francosko diplomacijo. Prav to je bil glavni razlog, da je junija 1934 v Beograd pripotoval francoski zunanji minister Louis Barthou in kralja Aleksandra povabil na uradni obisk Francije, ki naj bi se zgodil oktobra istega leta.
Potovanje kralja v Francijo je bila idealna priložnost za Pavelića, ki se je odločil, da bodo pripadniki njegove organizacije nanj izvedli atentat. Pavelić je bil namreč prepričan, da bo kraljeva smrt v državi sprožila nemire in vodila v razpad države, kar bi izkoristil za razglasitev neodvisnosti Hrvaške. Pri tem načrtu je imel vso podporo Italije in Madžarske, ki sta v razpadu Jugoslavije videli priložnost, da dobita novo ozemlje. Prvi poskus atentata na kralja so ustaši sicer izvedli že decembra leta 1933, ko je kralj Aleksander obiskal Zagreb. Toda v odločilnem trenutku je atentator Petar Oreb odpovedal, policija pa je odkrila atentatorje in dva med njimi pred sodiščem za zaščito države obsodila na smrt z obešanjem.
Emigracija je izvedela, da bo kralj z vojno ladjo priplul v Marseille in od tam nadaljeval pot v Pariz. Za vodjo atentatorjev je Pavelić določil Evgena Dida Kvaternika. Atentatorji so se na akcijo pripravljali na Madžarskem in od tam s ponarejenimi potnimi listi preko Avstrije in Švice prišli v Francijo. V Švici so se jim pridružili Dido Kvaternik in Makedonec, pripadnik VMRO, Veliček Kerin, znan tudi kot Vlada šofer, Vladimir Georgijević in Petar Kelemen. V Lozani so atentatorji madžarske potne liste zamenjali s ponarejenimi češkoslovaškimi in nadaljevali pot.
V Parizu so se atentatorji razdelili v dve skupini: marsejsko in pariško. Prvi načrt je namreč predvideval, da bodo kralja ubili v Marseillu, če pa jim to zaradi kakšnega razloga ne bi uspelo, bi akcijo izpeljali v Parizu. V Parizu so se atentatorji sestali z Antem Godino, ki jih je oskrbel z orožjem.
Kralj je priplul v Marseille 9. oktobra 1934 popoldne. V pristanišču ga je sprejel minister za zunanje zadeve Louis Barthou, ki je kralja v avtomobilu pospremil proti mestni hiši. Med potjo se je atentator Veličko Kerin kraljevemu avtomobilu približal s šopkom rož v roki, potem pa izza njega povlekel revolver in iz neposredne bližine večkrat ustrelil proti kralju ter ga smrtno ranil. Streli so zadeli tudi ministra Barthouja in ubili tudi njega, Kerina pa so francoski policisti takoj pokončali s sabljami.
V sodelovanju z Interpolom je francoska policija takoj začela preiskavo in kmalu odkrila pravo identiteto storilca. Na švicarski meji so bili aretirani tudi preostali atentatorji (Kralj, Rajić, Pospišil), Didu Kvaterniku pa je uspelo prečkati mejo in se izogniti aretaciji. Atentatorje je sodišče obsodilo na dosmrtno zaporno kazen, ker pa je čez čas preiskava pokazala, da sta atentat pravzaprav organizirala Pavelić in Dido Kvaternik, so začeli še proces proti njima in ju v odsotnosti obsodili na smrt.

## Ustaška organizacija po atentatu
Posledica atentata je bila internacija ustaških emigrantov, ki jih je italijanska vlada pod pritiskom mednarodne javnosti internirala na Lipare, majhno otoško skupino v bližini Sicilije. Pavelić je bil iz istega razloga od sredine oktobra 1934 v hišnem priporu v Torinu, konec aprila 1936 pa so ga internirali v Sieno, kjer je ostal do leta 1939. »Obglavitev« ustaške organizacije je imela za posledico, da so ustaške enote po drugih državah zmanjšale svojo dejavnost, toda kljub omejenemu delovanju je politična smer organizacije ostala nespremenjena: razbitje Jugoslavije in ustanovitev neodvisne hrvaške države.
V obdobju Stojadinovićeve vlade, spomladi leta 1937, sta Jugoslavija in Italija podpisali t. i. beograjski sporazum o ureditvi političnih in trgovskih odnosov med državama, v katerem je bila tudi klavzula, da bo Italija aktivno preprečevala dejavnosti ustašev. V sporazumu je bilo tudi zapisano, da bo Italija obveščala Jugoslavijo o ustaški emigraciji in, da bo omogočila vrnitev v Jugoslavijo tistim članom, ki bodo to želeli. Po tem dogovoru se je več kot polovica ustaških emigrantov vrnila iz Italije v domovino.

## Ustanovitev Neodvisne države Hrvaške
Vse do državnega udara v Beogradu 27. marca 1941 sta tako Nemčija kot Italija podpirali ohranitev Jugoslavije, po teh dogodkih pa se je Hitler odločil, da Jugoslavijo zasede. Enako odločitev je sprejel Mussolini, ki je dan po državnem udaru v Beogradu k sebi poklical Pavelića. Na tem prvem osebnem sestanku mu je predstavil načrte Nemčije in Italije glede Jugoslavije. Dogovorila sta se, da bo Italija ustaše podprla in jim omogočila, da bodo na Hrvaškem prevzeli oblast, v zameno za Dalmacijo.
Po tem sestanku so se ustaši v Italiji začeli pospešeno pripravljati za vrnitev na Hrvaško. Okoli 250 pripadnikov so v Pistoii oborožili in opremili ter jim razdelili nove uniforme. Pavelić je dobil prost termin na radijski postaji Firenze za propagando v hrvaškem jeziku, dobil pa je tudi italijanskega častnika za zveze z italijansko vojsko. 1. aprila 1941 je izdal odredbo glavnega ustaškega stanu številka 1, v kateri je pripadnike ustaške organizacije spomnil, da je prišel čas za obračun. Kljub njegovim željam, da bi se povezal s pripadniki ustašev v domovini, pa mu to zaradi zaprte meje z Jugoslavijo ni uspelo.
Tudi Nemci so si hoteli na Hrvaškem zagotoviti čim trdnejši položaj, vendar svojih načrtov niso povezovali s Pavelićem in njegovimi ustaši. Želeli so sicer vzpostavitev zavezniške samostojne Hrvaške, vendar so pričakovali, da bo le-ta nastala pod vodstvom predsednika HSS Vladka Mačka. Po udaru v Beogradu so hoteli Nemci Mačku preprečiti, da bi vstopil v novo Simovićevo vlado, in ga pregovoriti, naj stopi na čelo samostojne Hrvaške. Iz Berlina so v Zagreb poslali posebna predstavnika, Walterja Malletka in Edmunda Veesenmayerja, z nalogo prepričati Mačka, naj prevzame vodenje samostojne Hrvaške. Še pred njunim prihodom pa je v stik z Mačkom stopil nemški konzul v Zagrebu, Alfred Feundt, in mu razložil nemško stališče o Hrvaški in o njem. Maček je zavrnil njegovo ponudbo in ko mu je Simović zagotovil, da bo ohranjena banovina Hrvaška, je odpotoval v Beograd. Malletke in Veesenmayer sta se po tem srečala z ustaško skupino v domovini, ki je bila zbrana okrog Slavka Kvaternika, in jim ponudila pomoč Nemčije pri vzpostavitvi nove države.
6. aprila 1941 je Nemčija napadla Jugoslavijo, Maček pa se je takoj vrnil v Zagreb, kjer je že bila nemška vojska. Tik pred zasedbo mesta pa sta Veesenmayer in Slavko Kvaternik pripravljala razglasitev samostojne hrvaške države in čakala še na Mačkovo podporo, ki sta jo tudi dobila. Tako je Slavko Kvaternik 10. aprila 1941 v Pavelićevem imenu prebral razglas o ustanovitvi Neodvisne države Hrvaške, takoj za tem pa je bila prebrana še Mačkova izjava, v kateri je pozival hrvaški narod, privržence HSS in nižje organe oblasti, naj z novimi oblastniki sodelujejo.

## Vrnitev v domovino
Med tem časom se je Pavelić sestal z interniranimi ustaši in jim sporočil novico iz domovine, naslednji dan (11. aprila) pa se je odpravil v Rim. Tam ga je najprej sprejel minister Anfuso, za tem pa še Mussolini. Dogovorila sta se, da se bo Pavelić vrnil v Zagreb in da se mora uresničiti sporazum, po katerem naj bi vsa dalmatinska mesta, ki jih je Italija smatrala za svoja, prišla pod Italijo. Mussolini je Paveliću tudi obljubil, da bo Italija priznala njegovo vlado takoj, ko se s svojimi pripadniki vrne na Hrvaško. Nemški zunanji minister Joachim von Ribbentrop je isti dan v imenu nemške vlade oznanil, da Nemčija vse zadeve v zvezi s Hrvaško prepušča Italiji.
13. aprila 1941 se je Pavelić, ki je medtem prispel iz Italije, v Karlovcu na samem sestal s Slavkom Kvaternikom, ki je pripotoval iz Zagreba.V tamkajšnji vojašnici je nagovoril nemške in italijanske vojake ter svoje ustaše, nato pa je sprejel še Veesenmayerja in mu obljubil, da bo ustaška oblast lojalno sodelovala s tretjim rajhom. Naslednji dan se je sestal s posebnim Mussolinijevim odposlancem Anfusom, ki je bil zadolžen, da se bo priključitev mest, o katerih sta se dogovorila Pavelić in Mussolini izvedla v najkrajšem možnem času.
V Zagreb je Pavelić prišel 15. aprila 1941 in se brez posebnih slovesnosti nastanil v predsedniški palači na Banskih dvorih. Naslednje jutro je Slavko Kvaternik po radiu oznanil državljanom prisotnost »poglavnika« in napovedal imenovanje nove vlade, ki je prisegla pred katoliškim duhovnikom iz Kustošije Vilimom Ceceljem, zagrebškim muftijem Ismetom Muftićem in evangeličanskim vikarjem v Zagrebu Michaelom Backerom. Pavelić je postal predsednik vlade in zunanji minister, ki je hkrati postal glavni »šef« države z nazivom "poglavar" oz. hrvaško »poglavnik«. Poleg sebe je v vlado imenoval še pravosodnega ministra, Mirka Puka, minister za notranje zadeve je postal Andrija Artuković, minister za zdravstvo Ivan Petrić, minister za gospodarstvo Lovro Sušić, minister za bogočastje in pouk Mile Budak, ki je izjavil da bodo v duhu ustaške prisege tretjino Srbov pobili, tretjino pregnali, tretjino pa spreobrnili v katoličanstvo. Poverjenik za Bosno je postal Jure Francetić, sicer bolj znan kot poveljnik krvoločne Črne legije, ki se je izkazala s pobijanjem in mučenjem nedolžnega srbskega prebivalstva. Prav Francetić je organiziral krvave zločine nad Srbi v vzhodni Hercegovini, Liki, Kordunu, Baniji, Slavoniji, ter deportacijo srbskega in judovskega prebivalstva iz Banjaluke in Sarajeva 1941.
Prvi zakonski akt, ki ga je Pavelić podpisal, je bila Zakonska odredba za obrambo naroda in države z dne 17. aprila 1941, s katerim so odvzeli vse pravice Srbom, Judom in Romom, ter jih postavili zunaj zakona in tako omogočili poboje nedolžnih ljudi.
Na začetku maja 1941 se je podpredsedstvo vlade NDH preselilo iz Zagreba v Banjo Luko (medtem so jo očistili večjega dela srbskega prebivalstva ter požgali vse pravoslavne cerkve v mestu), ki je tako postala drugo središče vlade. Pavelić se je 9. junija odpovedal mestu zunanjega ministra in na to mesto imenoval Mladena Lorkovića. Že konec leta 1941 pa se je podpredsedstvo vrnilo v Zagreb.
Pavelić je kot šef države in vlade sprejemal vse pomembnejše odločitve o zunanji in notranji politiki NDH. Imenoval in odstavljal je visoke državne uradnike, kot vodja ustaške organizacije pa tudi visoke ustaške funkcionarje. Kot poglavar države je bil tudi vrhovni poveljnik vojske. Ker NDH ni imela parlamenta, je vse zakone in odredbe ukazoval in podpisoval Pavelić osebno, s čimer je postala Hrvaška formalno-pravno diktatorska država.

### Sodelovanje z Italijo
O vprašanjih, ki so obremenjevala odnose med NDH in Italijo, sta Pavelić in Ciano razpravljala na sestanku v Benetkah 15. in 16. decembra 1941 in na tem sestanku tudi določila pravila obnašanja italijanske vojske na tleh Hrvaške ter sklenila še nekaj gospodarskih sporazumov. Na sestanku sta se dotaknila tudi možnosti unije med NDH in Italijo. Italijani so se namreč zavzemali za t. i. albansko rešitev, po kateri bi bil v Zagrebu poleg Pavelića tudi kraljevski namestnik Italije, vojvoda Spoleto. Pavelić je predlog zavrnil, saj je menil, da taka unija ogrozi neodvisnost Hrvaške.

### Sodelovanje z Nemčijo
Na začetku junija 1941 je Pavelić zaprosil za sprejem pri Adolfu Hitlerju, ki je bil dogovorjen za 6. junij 1941. Na sestanku sta govorila o obmejnih in političnih vprašanjih, med katerimi je bilo tudi vprašanje o pristopu NDH k trojnemu paktu ter sprejem 175.000 izseljenih Slovencev iz Štajerske, gospodarskih odnosih ter hrvaško-italijanskih odnosih.
Pavelić je pri prikazovanju razmer v NDH najprej govoril o njeni etnični sestavi, pri tem je poudaril, da so muslimani najčistejši del hrvaškega naroda in da imajo najbolj ohranjeno nacionalno zavest. O srbskem vprašanju je povedal, da obstaja šele 60 let in da so Srbi pravzaprav Hrvati, ki so prestopili v srbsko pravoslavno vero in se tako napačno poimenovali Srbi.
Ustaške enote so med drugim sodelovale v enotah Waffen-SS na vzhodni fronti, kjer je delovalo tudi vojno letalstvo NDH.

## Genocid
Kot poglavnik je med drugo svetovno vojno Pavelić osebno izdal ukaz o ustanovitvi koncentracijskega taborišča Jasenovac, v katerem so v slogu nemških uničevalnih taborišč ustaši začeli z genocidom nad Judi, Romi in Srbi, pa tudi s političnimi nasprotniki režima. V tem taborišču smrti naj bi ustaši pobili tretjino vsega srbskega prebivalstva v NDH. Jasenovac so uradno odprli v juliju 1941. Nemška tajna policija je ocenila, da je bilo do februarja 1942 na najbolj okruten način pobitih okoli 300.000 pravoslavnih Srbov, prav toliko jih je zbežalo, prekrstili pa so jih med 250.000 in 300.000. NDH je z genocidom zlasti nad srbskim prebivalstom poskušala ustvariti etnično čisto državo. Da bi to dosegli, so se prijateljsko vedli do Muslimanov, ki so jih razglasili za najčistejši del hrvaškega naroda. Slovencev kot naroda niso priznavali, šteli so jih za alpske Hrvate. Zločinski ustaški režim je stegoval svoje kremplje celo po Sandžaku in z obrazložitvijo, da tamo žive muslimani, koji se smatraju Hrvatima.
Po uradnih povojnih jugoslovanskih podatkih naj bi na Hrvaškem vojno preživelo le 1500 od 30.000 hrvaških Judov. Po istih podatkih naj bi v NDH med vojno pobili tudi okoli 26.000 Romov. Pred vojno naj bi na ozemlju Hrvaške prebivalo okoli 40.000 pripadnikov romskega ljudstva.
Pavelićev režim je bil tako glede na velikost države najbolj okruten in najbolj morilski na tleh okupirane Evrope med drugo svetovno vojno.

## Poraz sil Osi in emigracija
Po zlomu sil Osi in NDH proti koncu druge svetovne vojne je NDH zapustilo veliko ustaških političnih funkcionarjev, pa tudi pripadniki drugih političnih smeri (privrženci HSS, katoliški intelektualci, kulturni in javni delavci), torej vsi tisti, ki so se bali komunističnega maščevanja. V emigraciji se je že drugič znašel tudi Ante Pavelić, z njim se je iz NDH umaknila tudi hrvaška vlada s predsednikom Nikolo Mandićem. Nekaterim članom vlade je uspelo zbežati naprej na Zahod, druge ministre pa so zavezniki izročili Jugoslovanski armadi. 
Ante Pavelić je imel 8. maja 1945 s svojim najožjim vodstvom (vodilnimi državnimi funkcionarji in člani politične elite ustaške NDH) zadnji sestanek državnopolitičnega vrha NDH in njegovega glavnega poveljstva (Glavni stan) v enem izmed zdraviliških hotelov v Rogaški Slatini, kjer je prvič izvedel za kapitulacijske namere njegove zaveznice nacistične Nemčije. NDH je dokončno razpadla ravno v Rogaški Slatini, skozi katero je maja 1945 potekal eden glavnih izhodnih evakuacijskih koridorjev bežečemu hrvaškemu ljudstvu in najvišji vojaškopolitični strukturi režima NDH.
Nova oblast je nekdanje ministre NDH obsodila na smrt in obesila. 
Paveliću in njegovemu najožjemu spremstvu je uspelo priti v ameriško okupacijsko cono v Avstriji in se nastaniti v vasici Leingreith, za tem pa se je za Pavelićem izgubila vsaka sled. Zavezniki so se trudili, da bi odkrili, kam je izginil, vendar so bili vsi napori zaman. V Avstriji se je Pavelić skrival pri nekem kmetu, ki mu je tudi priskrbel ponarejene avstrijske dokumente, s katerimi je nato živel v Avstriji vse do pomladi 1946, ko je s perujskim potnim listom zapustil Avstrijo in odšel v Italijo. Tam je ustanovil Hrvaški državni odbor in nadaljeval z delom, ki ga je začel na istem mestu pred vojno. V Rimu je dobil zatočišče na fakulteti na Via Giavomo Belli 3, ki je edina v Rimu uživala eksteritorialnost, ker je sodila pod okrilje Vatikana. Za tem se je skrival v samostanu San Gerolamo, ki je kmalu postal sedež vseh ustaških aktivnosti v Rimu.
V Vatikanu je takoj po vojni delovala tudi organizacija, ki je pomagala pobeglim vojnim zločincem, jim dajala zatočišče in organizirala pot iz Evrope, predvsem v Južno Ameriko. Ta kanal je tekel iz Rima skozi Benetke, Trst in Ljubljano v Zagreb in je bil znan pod imenom Podganja linija. Šestega novembra 1948 jo je uporabil tudi Pavelić, ko je iz Genove odpotoval na italijanski ladji SS Sestriere v Buenos Aires v Argentini. Prevzel je identiteto inženirja z mednarodnimi dokumenti Rdečega križa. V Argentini se je pridružil ustaški organizaciji Hrvatski domobran, ki je tam delovala še iz časov pred drugo svetovno vojno. Pavelić je začel v njej zbirati hrvaške emigrante, da bi se skupaj borili proti jugoslovanski državi. Juan Peron, ki je takrat vladal Argentini, je dal Paveliću zatočišče in zaščito.
Na proslavi v čast desete obletnice razglasitve NDH leta 1951 je Pavelić objavil nova imena hrvaške državne vlade, ki naj bi nadaljevala boj za neodvisnost Hrvaške. Tokrat se je celo sestal s predstavnikom Srbov v izgnanstvu, Milanom Stojadinovićem, da bi preučila možnosti za skupen nastop Hrvatov in Srbov v tujini proti skupnemu sovražniku – komunističnemu režimu v Jugoslaviji, ki je postal glavna oporna točka Pavelića v njegovem delovanju. S Stojadinovićem sta načrtovala, da bi po razbitju Jugoslavije ustanovili samostojni državi Hrvaško in Srbijo in med njima vzpostavili dobre odnose. Po več sestankih so pripravili že tekst za sporazum, ki mu je manjkal le še podpis obeh strani.
Pavelić je ustaško gibanje preimenoval v Hrvaško državno stranko, da bi zabrisal jasno povezavo med novim gibanjem in fašističnim delovanjem med drugo svetovno vojno. Še naprej je zbiral privržence in kmalu je Argentina, oziroma Buenos Aires, postala glavno zbirališče ustaških beguncev. Leta 1956 je Pavelić poskušal razširiti emigrantsko politično aktivnost s preimenovanjem Hrvaške državne stranke v Hrvaško osvobodilno gibanje (HOP). Dejavnost HOP je temeljila na načelih prve ustaške emigracije iz predvojnih časov. Njeno vodstvo je bilo v Buenos Airesu, s podružnicami v državah zahodne Evrope, ZDA, Kanadi in Avstraliji.

## Smrt
Na 16. obletnico ustanovitve NDH (10. aprila 1957) so Pavelića napadli. V Lomas del Palomarju, predmestju argentinskega glavnega mesta, ga je neznanec v bližini hiše, v kateri je stanoval, trikrat ustrelil v hrbet in ključnico nato pa izginil neznano kam. Pavelića so prepeljali v sirijsko-libanonsko bolnišnico, kjer je prišla na dan njegova prava identiteta. Do takrat se je skrival pod lažnim imenom kot inženir Pablo Aranjos, gradbeni poslovnež. Po padcu Perona je izgubil podporo uradnih argentinskih krogov in to prav v času, ko je jugoslovanska vlada uradno zahtevala njegovo izročitev. Te okoliščine so Pavelića prisilile, da je znova pobegnil. Tokrat je zatočišče poiskal v Paragvaju, po štirih mesecih skrivanja v tej državi pa je odšel v Španijo. V Madrid je prispel 29. novembra 1957.
Od tam je zopet vzpostavil zvezo z organizacijami HOP po evropskih državah. Španske oblasti so mu sicer dale zatočišče, javnih nastopov pa mu niso dovolile. Zato je prvo njegovo javno sporočilo prišlo na dan šele poleti leta 1958, ko so njegov apel saboru hrvaških društev prebrali na njihovem zboru v Münchnu. V sporočilu je apeliral na skupno delo in borbo, da bi se čim prej izpolnila želja vsega hrvaškega naroda po osvoboditvi in ponovni vzpostavitvi NDH. Toda že takrat so se nekatere emigrantske skupine distancirale od njegovih idej, še očitneje je to postalo po njegovi smrti 28. decembra 1959 v Madridu, ko so Pavelića v drugem atentatu ubili. Pokopan je na tamkajšnjem pokopališču, na čelu gibanja pa ga je zamenjal Stjepan Hefer, nekdanji poslanec HSS, kot je to v svojem političnem testamentu želel Pavelić. Ta poteza ustaškega političnega vrha je razburila nekatere dele gibanja, zato so se nekateri izmed njih odcepili od gibanja in ustanovili svojo organizacijo z istim imenom (Hrvaško osvobodilno gibanje), na čelo katere so postavili Vjekoslava Vrančića. Vsekakor je Pavelić s svojim zločinskim projektom NDH prinesel Hrvatom nezavedno breme, ki ga še danes prenašajo in ki se ga bodo otepale še prihodnje generacije.

## Pisateljsko delo
Ko je bil drugič v emigraciji, je Pavelić napisal spomine z naslovom Doživljaji, že pred tem pa sta izšli dve njegovi knjigi: leta 1935 roman Lijepa plavojka in leta 1941 Strahote zabluda, v kateri se spopada s teorijo in prakso boljševizma.